# Espectro de frequência
Espectro de frequência é a análise de uma determinada variável o domínio da frequência. O espectro pode ser visualizado através de um gráfico da variável pela frequência.